# Jörn Anders
Jörn Anders (* 29. Oktober 1964; † 3. Oktober 2022) war ein deutscher Jazzmusiker (Trompete, auch Komposition, Arrangement).

## Leben und Wirken
Anders besuchte die Schule in Wilhelmshaven, hatte sieben Jahre Trompetenunterricht und sammelte erste Konzerterfahrungen. 1985 begann er das Studium am Conservatorium Hilversum bei Musikern wie Ack van Rooyen, Cees Smal, Erik van Lier und Rob Madna. Bereits während seiner Ausbildung war er als Lehrkraft für Trompete und Ensembleleitung an der DJAM (Docenteninitiativ Vooropleidingsinstituut voor Jazz en Lichte Muziek Amsterdam) tätig; 1991 wechselte Anders als hauptamtliche Lehrkraft für Trompete, Bigband- und Ensembleleitung an die Musikschule der Stadt Oldenburg. Ab 1986 war er mehrmals Preisträger des Förderprogramms der Landesarbeitsgemeinschaft Jazz Niedersachsen, 1993 Finalist des 15th European Jazz Contest Belgium.
Ab 1985 spielte, komponierte und arrangierte Anders in bzw. für Gruppen wie die Non Electrical Association, die Florian Poser Group und die Big Band Bremen. Er arbeitete außerdem mit verschiedenen Solisten zusammen wie Ack van Rooyen, Ed Kröger, Bill Ramsey, Florian Poser, Wolfgang Schlüter, Bobby Burgess, Romy Camerun, Inga Rumpf, Jeff Cascaro, Joan Reinders, Joe Dinkelbach, Frank Delle, Klaus Ignatzek, Bert Joris und der Nordwest Bigband. Des Weiteren engagierte sich Anders als Organisator im Veranstaltungsort Wilhelm13 und für weitere Jazz-Veranstaltungen der Stadt Oldenburg.

## Diskographische Hinweise
- Florian Poser Group: Say Yes (Edition Collage, 1992), mit Vlatko Kučan, Buggy Braune, Thomas Biller, Heinrich Köbberling
- A’dam Quartet Feat. Eva Kurowski: When Lights Are Low (2018), mit Sven Schuster, Joost Kesselaar, Dirk Balthaus